# Gran Premio di Spagna 1980
Il Gran Premio di Spagna 1980 (XXVI Gran Premio de España) fu una gara di Formula 1 corsa il 1º giugno 1980 sul circuito di Jarama, inizialmente valida come settima prova del Campionato mondiale di Formula 1 1980, ma che venne successivamente dichiarata illegittima e perciò non figura tra i gran premi validi per il campionato. La cancellazione fu dovuta alla guerra in atto, per il controllo della Formula 1, tra la Federazione Internazionale Sport Automobilistico (FISA) di Jean-Marie Balestre e la Formula One Constructors Association (FOCA), guidata da Bernie Ecclestone.
La gara è stata vinta dall'australiano Alan Jones, su Williams-Ford Cosworth; per il vincitore si trattò del primo e unico successo in una gara non valida per il campionato del mondo. Ha preceduto sul traguardo il tedesco Jochen Mass su Arrows-Ford Cosworth e l'italiano Elio De Angelis su Lotus-Ford Cosworth.

## Vigilia

### Aspetti tecnici
La FISA chiese agli organizzatori di modificare il tracciato del Jarama, che ospitava la gara. Pur essendo considerato uno dei tracciati più sicuri, la federazione impose di modificare la Eses de Bugatti, dove si verificavano spesso degli incidenti, tra cui quello che aveva visto coinvolti Jacky Ickx, Jack Brabham e Jackie Oliver durante l'edizione del 1970. Quel tratto era una combinazione di una veloce curva a destra con il successivo tornantino a sinistra, con quest'ultimo che venne anticipato di poche decine di metri e che diventò così una curva a raggio molto più ampio dotata di un'enorme via di fuga. Questo comportava una maggiore velocità media sul giro per le monoposto, che però così non sarebbero state più costrette a entrare veloci nella prima curva, per poi frenare in cima a una piccola salita per affrontare il vecchio tornantino: la frenata iniziava prima, in una zona più "sicura", e il circuito venne di fatto accorciato di circa 100 metri.
La Michelin, a seguito delle accuse rivoltegli dalla Goodyear, nel corso del weekend del Gran Premio di Monaco, decise di annullare l'accordo che era stato trovato fra le due case, in merito alla limitazione nell'uso degli pneumatici da qualifica. Per risposta la Goodyear, che riforniva tutte le scuderie tranne la Ferrari e la Renault, annunciò la sua intenzione di abbandonare il mondiale di F1 al termine della stagione. Inoltre la casa statunitense minacciò anche di abbandonare il suo impegno in Formula 2 e Formula 3.

### Aspetti sportivi
La settimana prima del gran premio, durante dei test, l'Alfa Romeo di Patrick Depailler chiuse con 1'13"20, nuovo record del tracciato, che era stato comunque modificato rispetto alle edizioni precedenti. Nel corso di questi test, il 21 maggio, Eddie Cheever su Osella fu protagonista di un brutto incidente dovuto alla rottura di una sospensione e del freno della ruota posteriore sinistra; perse il controllo della monoposto che sbatté violentemente contro il guardrail. Non vi furono conseguenze fisiche per il pilota statunitense.
Rispetto ai soliti partecipanti al campionato si aggiunsero il pilota locale Emilio de Villota, su una Williams FW07 della RAM Racing e Vittorio Brambilla su una terza Alfa Romeo. Non venne invece confermata la terza Brabham affidata allo statunitense Rick Mears. De Villota aveva già preso parte a due gran premi iridati, e non si era qualificato in altri otto. La RAM, supportata dal Banco Occidental, tornava nel mondiale dai tempi del Gran Premio d'Olanda 1977, in cui non si era qualificata, utilizzando delle March. Brambilla invece ritornava in F1 dall'ultima prova del 1979, il GP del Watkins Glen, disputato sempre con la casa milanese.
Ciò portava il numero di iscritti a 29, una unità in più rispetto al numero massimo di piloti consentiti per la pista spagnola. Questo avrebbe dovuto portare alla tenuta di prequalifiche: la cancellazione delle stesse nel gran premio di Monaco, faceva però immaginare che anche nel caso del gran premio spagnolo non sarebbero state tenute. In effetti non venne previsto questo turno preliminare di prove.
L'Ensign sostituì Tiff Needell col francese Patrick Gaillard, preferito a Brian Henton, che non era risultato molto competitivo nei test effettuati al Jarama nei giorni precedenti la gara. Gaillard aveva già disputato 5 gran premi nel 1979, sempre al volante dell'Ensign, e nel corso del 1980 era impegnato in F2. L'iscrizione di Gaillard venne inizialmente rifiutata in quanto non era stata effettuata col margine tre settimane prima della gara, chiesto dal regolamento. Mo Nunn, patron del team, per poter far disputare la gara a Gaillard, doveva dimostrare la causa di "forza maggiore" che lo aveva costretto a sostituire Needell.

### Invalidità del gran premio

#### Contrasto FISA-FOCA
Il 22 febbraio 1980 si era tenuta a Parigi una riunione della Commissione tecnica della Formula 1. La FOCA, l'associazione dei costruttori, aveva chiesto delle limitazioni all'utilizzo dei motori turbocompressi, che andavano dalla riduzione della cilindrata (da 1.500 cm³ a 1.400) alla riduzione della pressione del turbo stesso, a delle limitazioni all'utilizzo del carburante; la FISA, la federazione internazionale, decise invece di abolire l'utilizzo delle minigonne a partire dalla stagione 1981, scelta tecnica che invece penalizzava maggiormente le vetture spinte dal tradizionale motore a pressione atmosferica. Questa scelta avrebbe infranto la norma che imponeva la possibilità di effettuare cambiamenti al regolamento tecnico solo con un preavviso quinquennale, ma la FISA era pronta a giustificare l'immediata validità di tali decisioni per "ragioni di sicurezza", come previsto dall'art. 15 del regolamento tecnico. Queste decisioni provocarono una rottura all'interno della GPDA, il sindacato dei piloti: i corridori delle vetture a motore Cosworth, che sfruttavano al meglio le minigonne, imputarono a Jody Scheckter, presidente dell'associazione e pilota della Ferrari, di aver fatto prevalere gli interessi della sua scuderia. John Watson e Nelson Piquet, per protesta, dettero il loro addio all'associazione.
Dopo una riunione a Rio de Janeiro, il 18 aprile, la FISA presentò il calendario per la stagione 1981: erano previsti solo 15 gran premi, in pratica con la conferma di tutte le gare già previste per il 1980, ad eccezione di quella da tenersi, ma poi saltata, a Las Vegas. La FISA decise inoltre di vietare la possibilità per un costruttore di organizzare un gran premio: ciò si scontrava contro gli interessi di Bernie Ecclestone che, oltre a dirigere la Brabham, organizzava il Gran Premio del Brasile, quello di Germania, e aveva la responsabilità economica per le gare di Spagna, Sudafrica e Austria.
A seguito delle decisioni prese dalla FISA, in merito ai cambiamenti sul regolamento tecnico, la FOCA propose una sorta di patto interno per rendere le vetture più sicure, secondo un proprio codice autonomo. In una conferenza stampa tenuta nel weekend del gran premio Jean-Marie Balestre, presidente della FISA, ribadì che solo la Federazione Internazionale aveva il diritto di stabilire le regole tecniche del campionato. Balestre confermò la volontà di bandire le "minigonne" a partire dal 1981, assieme a tutta una serie di altre norme che avrebbero dovuto rendere più sicure le monoposto.
Il 30 aprile, nel frattempo, durante una riunione della FOCA a Modena, Enzo Ferrari aveva chiesto che ogni decisione di questa associazione rimanesse confermata per almeno un anno; che la FOCA dovesse mantenere la sua funzione di catalizzatrice degli interessi dei costruttori nei confronti degli organizzatori dei gran premi; infine che la FOCA confermasse il potere in ambito sportivo della FISA e la necessaria esigenza evolutiva richiesta all'automobilismo sportivo. Ferrari propose la creazione di una commissione di tre membri (Mauro Forghieri, Colin Chapman e Gordon Murray), alla quale la FOCA avrebbe aggiunto altre tre personalità, in grado di determinare con chiarezza il futuro tecnico della Formula 1. La proposta venne accettata all'unanimità dalla FOCA. Il 13 maggio la FISA nominò i tre suoi delegati a tale commissione: Enrico Benzing, Crombac e Schild. La prima riunione avrebbe dovuto tenersi il 20 maggio, ma Ecclestone cancellò tale incontro affermando che la riunione avrebbe avuto una componente più politica che costruttiva-tecnica.

#### I fatti del Gran Premio del Belgio
Dal Gran Premio del Belgio era diventato obbligatorio per i piloti partecipare a un briefing pregara, al fine di monitorare e migliorare le condizioni di sicurezza, da tenersi 45 minuti prima del via. La FISA decise di multare di 2.000 dollari ciascuno e di minacciare di squalifica tutti i piloti che non avevano preso parte alla riunione pre-gara, prevista prima del Gran Premio. Si trattava di 17 conduttori, tutti quelli dei team più vicini alla FOCA.
La FISA decise di sospendere, a partire dal gran premio di Spagna, 13 piloti, che si erano rifiutati di pagare l'ammenda prevista per non aver partecipato alla riunione pre-gara del Belgio. I sospesi erano Alan Jones e Carlos Reutemann della Williams, Jan Lammers dell'ATS, Alain Prost e John Watson della McLaren, Emerson Fittipaldi e Keke Rosberg della Fittipaldi, Elio De Angelis della Lotus, Didier Pironi e Jacques Laffite della Ligier, Nelson Piquet e Ricardo Zunino della Brabham e Tiff Needell dell'Ensign (quest'ultimo però non era stato confermato al volante dalla scuderia britannica). Dei primi sei piloti della graduatoria del mondiale il solo René Arnoux, della Renault, non era coinvolto nella decisione. In realtà la norma che consentiva questa sospensione, pur votata nella riunione di Rio de Janeiro, non era stata ancora inserita nel regolamento sportivo.
Bernie Ecclestone, patron della Brabham e capo della FOCA, accusò la FISA di aver anticipato al sabato, senza preavviso, il briefing del gran premio del Belgio, cercando così di mettere in difficoltà i piloti delle scuderie legate alla sua organizzazione. Ecclestone aveva inoltre minacciato l'assenza, per il gran premio di Spagna, delle scuderie coinvolte.
La FISA sospese successivamente anche Riccardo Patrese e Jochen Mass dell'Arrows e Derek Daly della Tyrrell, che non avevano preso parte alla riunione pre-gara prevista per il gran premio di Monaco, stabilendo in tal caso una multa di 2.000 franchi svizzeri. La Federazione pose come limite per il pagamento delle multe il venerdì mattina, prima della gara di Spagna. Mario Andretti e Alain Prost, dal loro canto, avevano già regolarizzato la posizione, pagando quanto dovuto.
Ecclestone regolò le multe relative al Gran Premio di Monaco ma si rifiutò di pagare quanto stabilito per la mancata partecipazione al briefing prima del Gran Premio del Belgio. Un tentativo di mediazione venne portato dal presidente della FIA, Paul Alfons von Metternich, il quale propose che tutti i piloti, anche quelli sospesi, potessero partecipare alla gara, demandando poi alla Corte d'Appello della FIA stessa la decisione finale.

#### Contrasto RACE-FEA
Il gran premio era di competenza del Real Automóvil Club de España (RACE), che ne aveva affidato, dall'ottobre precedente, l'organizzazione alla Real Federación Española de Automovilismo (FEA), la sua branca sportiva.
Il RACE dichiarò che non avrebbe impedito a nessuno dei piloti sospesi dalla FISA di prendere parte al gran premio, e si offrì anche di versare 20.000 dollari alla FISA a copertura di quanto richiesto dalla FISA, rimettendo la decisione finale alla Corte d'Appello della FIA, che si sarebbe riunita il 10 giugno.
Alle prove libere del venerdì mattina parteciparono solo le vetture di Ferrari, Renault e Alfa Romeo, vicine alle posizioni della FISA, oltre al pilota locale Emilio de Villota, su una Williams gestita dalla RAM. Dopo mezz'ora gli steward esposero le bandiere rosse per consentire di recuperare la vettura di Jean-Pierre Jabouille, rimasta lungo il tracciato per una foratura. Alle 10.50 le bandiere rosse interruppero definitivamente la sessione. Il RACE aveva esautorato dall'organizzazione del gran premio la FEA, con un telex inviato alla FIA, da cui dipendeva la FISA. Il RACE sospese così le prove, e minacciò anche l'intervento della Guardia Civil per non consentire a nessuna vettura di scendere nuovamente in pista. Secondo il RACE il mancato pagamento delle multe per il Gran Premio del Belgio non giustificava la sospensione della licenza ai piloti, visto anche il proprio impegno a coprire tali importi.
Il RACE, inizialmente, affermò che la gara non apparteneva più al campionato mondiale, poi cambiò indirizzo e tornò ad assicurare la validità, quale prova iridata, alla gara, cosa che veniva però contrastata dalla FISA. Quest'ultima negava che il RACE potesse riassumere l'organizzazione dell'evento senza una decisione dell'assemblea della FIA.
S'impegnò nella trattativa Ferdinando de Baviera, presidente della FEA, anche con la mediazione di Jackie Stewart: prospose che i tempi delle prove venissero cancellati e venissero concesse due ore di prove libere alle scuderie che non avevano preso parte alle qualifiche del venerdì; la griglia sarebbe stata determinata da due sessioni di prove ufficiali, della durata di un'ora ciascuna. La proposta venne rifiutata dal marchese de Cubas, presidente del RACE, anche per l'opposizione della Renault a una riduzione del tempo da concedere per delle nuove prove libere alle quattro scuderie che non avevano preso parte alle qualifiche del venerdì. A seguito del mancato accordo, la FEA dichiarò proibita la gara, in forza dell'articolo 59 del codice sportivo internazionale.
Ferrari, Renault e Alfa Romeo, dopo aver ribadito la loro fedeltà alle decisioni della FEA (sostenuta anche dal Consejo Superior de Deportes spagnolo), decisero così di abbandonare il tracciato. Le prime scuderie due si trasferirono a Brands Hatch per dei test con la Michelin, mentre l'Alfa partì per il Circuito di Le Castellet.
Vi fu anche la minaccia di un intervento della magistratura, che avrebbe potuto inviare le forze dell'ordine per bloccare la gara. I biglietti per il gran premio erano infatti stati venduti per una prova iridata, quindi la sua mancanza di legittimità avrebbe potuto comportare il reato di truffa.
L'Eurovisione, che aveva i diritti per la trasmissione della gara in Europa, sembrava inizialmente propensa a non garantire l'emissione dell'evento, poi lasciò libere le varie emittenti nazionali di decidere se trasmettere il gran premio. La televisione svizzera decise così non mandare in onda la gara, mentre quella francese optò per un breve collegamento. La Rai trasmise regolarmente il gran premio.

## Piloti e team
I seguenti piloti e costruttori erano iscritti al gran premio:
| Team                          | Vettura                          | Gomme | No | Piloti                |
| ----------------------------- | -------------------------------- | ----- | -- | --------------------- |
| Scuderia Ferrari SpA SEFAC    | Ferrari 312 T5                   | M     | 1  | Jody Scheckter        |
| Scuderia Ferrari SpA SEFAC    | Ferrari 312 T5                   | M     | 2  | Gilles Villeneuve     |
| Candy Team Tyrrell            | Tyrrell 010-Ford Cosworth DFV    | G     | 3  | Jean-Pierre Jarier    |
| Candy Team Tyrrell            | Tyrrell 010-Ford Cosworth DFV    | G     | 4  | Derek Daly            |
| Parmalat Brabham Racing Team  | Brabham BT49-Ford Cosworth DFV   | G     | 5  | Nelson Piquet         |
| Parmalat Brabham Racing Team  | Brabham BT49-Ford Cosworth DFV   | G     | 6  | Ricardo Zunino        |
| Marlboro Team McLaren         | McLaren M29-Ford Cosworth DFV    | G     | 7  | John Watson           |
| Marlboro Team McLaren         | McLaren M29-Ford Cosworth DFV    | G     | 8  | Alain Prost           |
| ATS Wheels Team               | ATS D4-Ford Cosworth DFV         | G     | 9  | Jan Lammers           |
| Essex Team Lotus              | Lotus 81-Ford Cosworth DFV       | G     | 11 | Mario Andretti        |
| Essex Team Lotus              | Lotus 81-Ford Cosworth DFV       | G     | 12 | Elio De Angelis       |
| Unipart Racing Team           | Ensign 180-Ford Cosworth DFV     | G     | 14 | Patrick Gaillard      |
| Equipe Renault ELF            | Renault RE20                     | M     | 15 | Jean-Pierre Jabouille |
| Equipe Renault ELF            | Renault RE20                     | M     | 16 | René Arnoux           |
| Theodore Shadow               | Shadow DN12-Ford Cosworth DFV    | G     | 17 | Geoff Lees            |
| Theodore Shadow               | Shadow DN12-Ford Cosworth DFV    | G     | 18 | Dave Kennedy          |
| Skol Fittipaldi Team          | Fittipaldi F7-Ford Cosworth DFV  | G     | 20 | Emerson Fittipaldi    |
| Skol Fittipaldi Team          | Fittipaldi F7-Ford Cosworth DFV  | G     | 21 | Keke Rosberg          |
| Marlboro Team Alfa Romeo      | Alfa Romeo 179                   | G     | 22 | Patrick Depailler     |
| Marlboro Team Alfa Romeo      | Alfa Romeo 179                   | G     | 23 | Bruno Giacomelli      |
| Marlboro Team Alfa Romeo      | Alfa Romeo 179                   | G     | 35 | Vittorio Brambilla    |
| Equipe Ligier Gitanes         | Ligier JS11/15-Ford Cosworth DFV | G     | 25 | Didier Pironi         |
| Equipe Ligier Gitanes         | Ligier JS11/15-Ford Cosworth DFV | G     | 26 | Jacques Laffite       |
| Albilad Williams Racing Team  | Williams FW07-Ford Cosworth DFV  | G     | 27 | Alan Jones            |
| Albilad Williams Racing Team  | Williams FW07-Ford Cosworth DFV  | G     | 28 | Carlos Reutemann      |
| Warsteiner Arrows Racing Team | Arrows A3-Ford Cosworth DFV      | G     | 29 | Riccardo Patrese      |
| Warsteiner Arrows Racing Team | Arrows A3-Ford Cosworth DFV      | G     | 30 | Jochen Mass           |
| Osella Squadra Corse/Denim    | Osella FA1-Ford Cosworth DFV     | G     | 31 | Eddie Cheever         |
| Occidental F-1 RAM            | Williams FW07-Ford Cosworth DFV  | G     | 34 | Emilio de Villota     |

## Qualifiche

### Resoconto
Al pomeriggio del venerdì girarono solo le vetture della FOCA, meno l'Osella, che decise di non prendere parte alle prove, così come le tre scuderie che avevano girato nelle libere. Il miglior tempo fu di Jacques Laffite su Ligier, che chiuse in 1'12"647, nuovo record del tracciato, che precedette il suo compagno di scuderia Didier Pironi di quattro decimi. Terzo fu Carlos Reutemann, che chiuse a nove decimi da Laffite. In assenza delle due scuderie, Ferrari e Renault, gommate dalla Michelin, la rivale Goodyear non fornì nessuna gomma da qualifica e ogni pilota fu libero di utilizzare il tipo di coperture preferito.
La stessa situazione si verificò al sabato. L'unica novità fu la presenza di Eddie Cheever, che aveva ottenuto l'appoggio dei propri sponsor per noleggiare, di fatto, l'Osella, e iscriverla privatamente.
Al sabato la pole rimase a Jacques Laffite su Ligier, mentre scalò secondo Alan Jones su Williams; dietro si posero gli altri due piloti di Ligier e Williams, Didier Pironi e Carlos Reutemann. Furono delle sorprese il settimo tempo di Ricardo Zunino (Brabham), l'ottavo di Jan Lammers su ATS e il decimo di Eddie Cheever. Alain Prost fu protagonista di un incidente alla Bugatti: uscì di pista perdendo una ruota, e colpì la vettura di Emilio de Villota, parcheggiata lungo il tracciato.

### Risultati
Nella sessione di qualifica si è avuta questa situazione:
| Pos | Nº | Pilota             | Costruttore              | Tempo    | Griglia |
| --- | -- | ------------------ | ------------------------ | -------- | ------- |
| 1   | 26 | Jacques Laffite    | Ligier-Ford Cosworth     | 1'12"647 | 1       |
| 2   | 27 | Alan Jones         | Williams-Ford Cosworth   | 1'13"021 | 2       |
| 3   | 25 | Didier Pironi      | Ligier-Ford Cosworth     | 1'13"034 | 3       |
| 4   | 28 | Carlos Reutemann   | Williams-Ford Cosworth   | 1'13"270 | 4       |
| 5   | 5  | Nelson Piquet      | Brabham-Ford Cosworth    | 1'13"604 | 5       |
| 6   | 8  | Alain Prost        | McLaren-Ford Cosworth    | 1'13"631 | 6       |
| 7   | 6  | Ricardo Zunino     | Brabham-Ford Cosworth    | 1'14"180 | 7       |
| 8   | 11 | Mario Andretti     | Lotus-Ford Cosworth      | 1'14"249 | 8       |
| 9   | 9  | Jan Lammers        | ATS-Ford Cosworth        | 1'14"420 | 9       |
| 10  | 31 | Eddie Cheever      | Osella-Ford Cosworth     | 1'14"424 | 10      |
| 11  | 29 | Riccardo Patrese   | Arrows-Ford Cosworth     | 1'14"437 | 11      |
| 12  | 7  | John Watson        | McLaren-Ford Cosworth    | 1'14"579 | 12      |
| 13  | 12 | Elio De Angelis    | Lotus-Ford Cosworth      | 1'14"583 | 13      |
| 14  | 30 | Jochen Mass        | Arrows-Ford Cosworth     | 1'14"805 | 14      |
| 15  | 3  | Jean-Pierre Jarier | Tyrrell-Ford Cosworth    | 1'14"820 | 15      |
| 16  | 4  | Derek Daly         | Tyrrell-Ford Cosworth    | 1'14"965 | 16      |
| 17  | 34 | Emilio de Villota  | Williams-Ford Cosworth   | 1'15"046 | 17      |
| 18  | 21 | Keke Rosberg       | Fittipaldi-Ford Cosworth | 1'15"104 | 18      |
| 19  | 20 | Emerson Fittipaldi | Fittipaldi-Ford Cosworth | 1'15"172 | 19      |
| 21  | 17 | Geoff Lees         | Shadow-Ford Cosworth     | 1'15"708 | 21      |
| 22  | 14 | Patrick Gaillard   | Ensign-Ford Cosworth     | 1'15"959 | 22      |
| 23  | 18 | Dave Kennedy       | Shadow-Ford Cosworth     | 1'16"446 | 23      |

## Gara

### Resoconto
Al via, il poleman Jacques Laffite fece pattinare le ruote e venne passato dai due piloti della Williams Carlos Reutemann e Alan Jones; seguivano Laffite, Didier Pironi e Nelson Piquet. Nei primi giri Piquet superò Pironi mentre Jones, al dodicesimo giro, perse tre posizioni per una marcia mancata, che lo fece sbandare all'esterno della curva Monza.
Reutemann e Laffite caratterizzarono la gara con un lungo duello fino al giro 36, quando i due si apprestarono al doppiaggio di Emilio de Villota, all'altezza della Le Mans. Lo spagnolo, avvicinato da Reutemann, si spostò a sinistra verso l'interno della pista, per agevolare la manovra dell'argentino. Così facendo però lo spagnolo finì sulla traiettoria di Laffite; il francese lo tamponò e perse il controllo della propria vettura, che tornando in traiettoria colpì la monoposto di Reutemann. Entrambi si ritirarono.
Nelson Piquet divenne leader della gara, seguito da Didier Pironi, Alan Jones, Eddie Cheever, Jochen Mass e John Watson. Dopo soli sette giri anche il brasiliano dovette ritirarsi, per un guasto al cambio.
Prese il comando Pironi, non pressato da Jones, che accusava una serie di problemi meccanici che lo costringevano a rallentare. Al giro 46 Mass passò Cheever. Al 65º giro, alla curva Farina Pironi perse una ruota della sua Ligier, e fu costretto all'abbandono. Due giri dopo Cheever fu costretto al ritiro per un problema al cambio.
Vinse Alan Jones su Jochen Mass, Elio De Angelis, Jean-Pierre Jarier, Emerson Fittipaldi e Patrick Gaillard, sesto a 5 giri. Solo questi sei piloti vennero classificati.

### Risultati
I risultati del gran premio furono i seguenti:
| Pos | No | Pilota                | Costruttore              | Giri | Tempo/Ritiro               | Pos. Griglia |
| --- | -- | --------------------- | ------------------------ | ---- | -------------------------- | ------------ |
| 1   | 27 | Alan Jones            | Williams-Ford Cosworth   | 80   | 1h43'14"076                | 2            |
| 2   | 30 | Jochen Mass           | Arrows-Ford Cosworth     | 80   | +50"940                    | 14           |
| 3   | 12 | Elio De Angelis       | Lotus-Ford Cosworth      | 80   | +1'12"271                  | 13           |
| 4   | 3  | Jean-Pierre Jarier    | Tyrrell-Ford Cosworth    | 79   | +1 giro                    | 15           |
| 5   | 20 | Emerson Fittipaldi    | Fittipaldi-Ford Cosworth | 79   | +1 giro                    | 19           |
| 6   | 14 | Patrick Gaillard      | Ensign-Ford Cosworth     | 75   | +5 giri                    | 21           |
| Rit | 31 | Eddie Cheever         | Osella-Ford Cosworth     | 67   | Cambio                     | 10           |
| Rit | 25 | Didier Pironi         | Ligier-Ford Cosworth     | 65   | Perdita di ruota           | 3            |
| Rit | 7  | John Watson           | McLaren-Ford Cosworth    | 49   | Incidente                  | 12           |
| Rit | 5  | Nelson Piquet         | Brabham-Ford Cosworth    | 42   | Cambio                     | 5            |
| Rit | 17 | Geoff Lees            | Shadow-Ford Cosworth     | 42   | Sospensione                | 20           |
| Rit | 28 | Carlos Reutemann      | Williams-Ford Cosworth   | 36   | Collisione con J.Laffite   | 4            |
| Rit | 26 | Jacques Laffite       | Ligier-Ford Cosworth     | 36   | Collisione con C.Reutemann | 1            |
| Rit | 6  | Ricardo Zunino        | Brabham-Ford Cosworth    | 34   | Cambio                     | 6            |
| Rit | 34 | Emilio de Villota     | Williams-Ford Cosworth   | 34   | Incidente                  | 17           |
| Rit | 29 | Riccardo Patrese      | Arrows-Ford Cosworth     | 30   | Cambio                     | 11           |
| Rit | 11 | Mario Andretti        | Lotus-Ford Cosworth      | 29   | Motore                     | 9            |
| Rit | 9  | Jan Lammers           | ATS-Ford Cosworth        | 26   | Probl. elettrici           | 8            |
| Rit | 4  | Derek Daly            | Tyrrell-Ford Cosworth    | 13   | Incidente                  | 16           |
| Rit | 21 | Keke Rosberg          | Fittipaldi-Ford Cosworth | 11   | Incidente                  | 18           |
| Rit | 8  | Alain Prost           | McLaren-Ford Cosworth    | 5    | Motore                     | 6            |
| Rit | 18 | Dave Kennedy          | Shadow-Ford Cosworth     | 2    | Incidente                  | 22           |
| WD  | 1  | Jody Scheckter        | Ferrari                  |      |                            |              |
| WD  | 2  | Gilles Villeneuve     | Ferrari                  |      |                            |              |
| WD  | 15 | Jean-Pierre Jabouille | Renault                  |      |                            |              |
| WD  | 16 | René Arnoux           | Renault                  |      |                            |              |
| WD  | 22 | Patrick Depailler     | Alfa Romeo               |      |                            |              |
| WD  | 23 | Bruno Giacomelli      | Alfa Romeo               |      |                            |              |
| WD  | 35 | Vittorio Brambilla    | Alfa Romeo               |      |                            |              |

## Epilogo
Bernie Ecclestone inviò alla stampa un comunicato, sotto forma di domande e risposte già precostituite, in cui ribadiva che l'autorità sulla gara spettava al RACE e che la FISA era solo una delle componenti della FIA. Ecclestone si disse sicuro che il gran premio sarebbe stato confermato quale valido per il mondiale dalla Corte d'Appello della FIA. Affermò anche che il RACE non aveva potuto accettare il compromesso prosposto dalla FEA, in quanto avrebbe finito per attribuire alla FIA il potere di annullare anche le gare già disputate. Ecclestone assicurò la presenza delle scuderie della FOCA per il successivo Gran Premio di Francia. Il vincitore, Alan Jones si disse certo che la gara sarebbe stata convalidata per il campionato, sostenuto anche da Frank Williams, patron della sua scuderia. Williams si disse pronto a fare pressioni sulle autorità sportive inglesi perché sostenessero le tesi della FOCA, appoggiato anche dal suo sponsor.
I piloti che avevano partecipato alla gara rischiavano fino un anno di squalifica da parte della loro associazione nazionale oppure da quella sul cui territorio si era disputata una corsa vietata. Jean-Marie Balestre si dichiarò comunque favorevole a una soluzione mite nei confronti dei conduttori, visti gli obblighi contrattuali che li legavano alle rispettive scuderie. Nei confronti dei team, invece, non vi erano precedenti.
Il 2 giugno una riunione della FIA, svolta ad Atene, confermò il proprio appoggio alle posizioni della FISA e della FEA. Per la Federazione la gara spagnola era da considerarsi illegale, tanto da stigmatizzare l'intervento del RACE durante il weekend. La FIA sancì anche l'espulsione della FOCA dal comitato esecutivo della FISA e dalla Commissione della F1. La FIA inoltre confermava le decisioni prese nella precedente riunione di Rio de Janeiro in merito al regolamento tecnico. La FIA non prese provvedimenti nei confronti dei piloti impegnati nella gara di Spagna, confermando di volere mantenere una linea morbida nei loro confronti. I tre piloti con licenza italiana (Elio De Angelis, Riccardo Patrese ed Eddie Cheever), che avevano preso parte alla gara spagnola, vennero assolti dalla Commissione Sportiva Automobilistica Italiana, per aver dovuto agire in stato di necessità.
Si fissò per il 9 giugno una riunione a Losanna, presso la sede europea della Marlboro, tra le parti in causa, per raggiungere una nuova intesa, con la mediazione di Jackie Stewart.
Già il 6 giugno si giunse vicini a un accordo quando la FOCA, dopo una riunione tenuta in Svizzera, riconobbe il potere della FIA come l'organo sovrano in ambito dello sport automobilistico, e quello della sua delegata FISA in merito all'organizzazione e al controllo delle corse. La FOCA s'impegnava a pagare le multe sancite in merito al Gran Premio del Belgio e a quello di Monaco, in cambio dell'annullamento delle sospensioni che erano state decise dalla FIA. Jean-Marie Balestre, presidente della FISA, affermò che i tre emissari della sua federazione all'incontro in Svizzera non erano autorizzati ad addivenire a una decisione di tale portata, e quindi che l'accordo non era stato ancora concluso.
Si tentò una nuova mediazione in una riunione a Modena, il 18 giugno, tra i rappresentanti dei tre team più vicini alla FISA (Ferrari, Renault e Alfa Romeo) e tre rappresentanti legati maggiormente alla FOCA (Frank Williams, Ligier e Colin Chapman). Le tre case costruttrici ribadirono il loro appoggio alle modifiche regolamentari proposte dalla FISA.
Il 21 giugno, dopo in una riunione a Ginevra, i maggiori sponsor del campionato inviarono un ultimatum alle parti in causa affinché trovassero un accordo, pena l'interruzione dei finanziamenti alle scuderie. Questo spronò tutte le scuderie legate alla FOCA a iscriversi al successivo Gran Premio di Francia: FISA e FOCA decisero di rinviare così la questione a dopo il gran premio francese. La FISA decise comunque di multare di 3.000 franchi svizzeri a testa i piloti che avevano preso parte alla gara spagnola. Intanto le tre case costruttrici più vicine alla FISA, il 24 giugno, dopo una riunione a Londra con gli altri membri della FOCA, si dissero pronte a venire incontro alle richieste tecniche dell'associazione dei costruttori in merito all'utilizzo delle "minigonne" sulle vetture di Formula 1.
Il 30 giugno, presso il Circuito Paul Ricard, ove si era tenuto il Gran Premio di Francia, vi fu la riunione decisiva. La FISA accettava di esaminare le proposte tecniche inviate dalla FOCA, che dal suo canto riconosceva la FISA come l'unico ente intitolato per legiferare nell'ambito dell'automobilismo sportivo.